# Popowo (Międzychód)
Pour les articles homonymes, voir Popowo.
Popowo (prononciation : [pɔˈpɔvɔ]) est un village polonais de la gmina de Międzychód dans le powiat de Międzychód de la voïvodie de Grande-Pologne dans le centre-ouest de la Pologne.
Il se situe à environ 10 kilomètres à l'est de Międzychód (siège de la gmina et du powiat), et à 65 kilomètres à l'ouest de Poznań (capitale de la Grande-Pologne).

## Histoire
De 1975 à 1998, le village faisait partie du territoire de la voïvodie de Gorzów.

Depuis 1999, Popowo est situé dans la voïvodie de Grande-Pologne.
Le village possède une population de 30 habitants en 2009.